# Landtag Reuß jüngerer Linie (1871–1874)

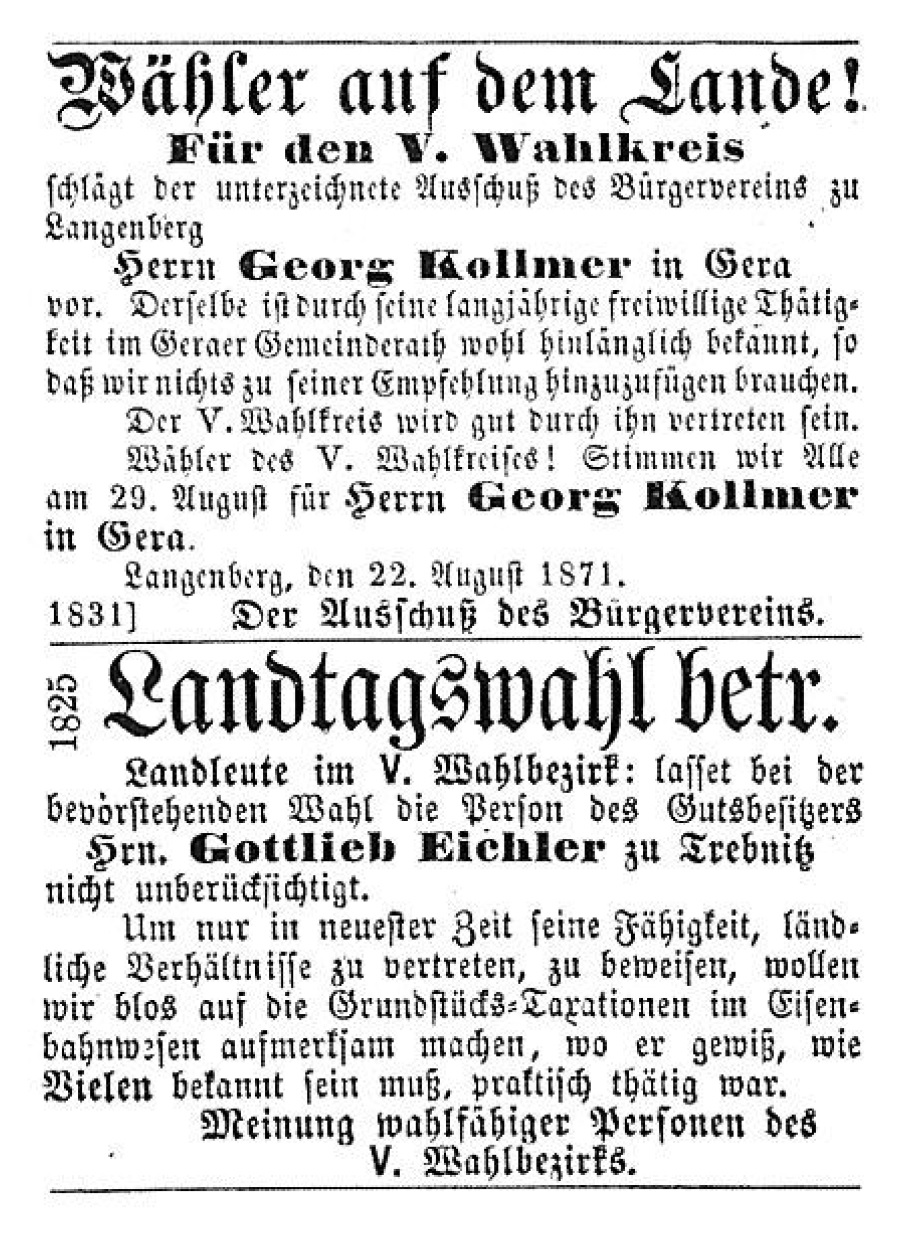
Wahlanzeige zur Landtagswahl in der Fstl. Reuß-Geraer Zeitung

Dieser Artikel behandelt den  Landtag Reuß jüngerer Linie 1871–1874.

## Landtag
Der Landtag Reuß jüngerer Linie wurde in zwei Kurien gewählt. Drei Mandate wurden durch die Höchstbesteuerten (HB) gewählt, die anderen in allgemeinen Wahlen (AW) in Ein-Personen-Wahlkreisen bestimmt. Daneben bestand eine Virilstimme für den Inhaber des Reuß-Köstritzer Paragiums (RKP). Die Wahlen fanden am 29. August 1871 statt.
Als Abgeordnete wurden gewählt:
| Name                              | Partei | Wohnort            | Kurie | Wahlkreis | Anmerkung |
| --------------------------------- | ------ | ------------------ | ----- | --------- | --------- |
| Heinrich Julius Alberti           | NLP    | Schleiz            | AW    | 7         |           |
| Christian Leopold Hermann Ampach  | RFKP   | auf Leumnitz       | HB    |           |           |
| Heinrich Gustav Behr              | DFP    | Gera               | AW    | 1         |           |
| Moritz Friedrich Eduard Fuchs     |        | Ebersdorf          | AW    | 10        |           |
| Johann Heinrich Philipp Greuner   |        | Lobenstein         | AW    | 11        |           |
| Heinrich LXIX. von Reuß-Köstritz  |        | Köstritz           | RKP   |           |           |
| Karl Bernhard Jäger               | NLP    | Hirschberg/Saale   | AW    | 12        |           |
| Johann Georg Kolmer               |        | Gera               | AW    | 5         |           |
| Ludwig August Theodor Landgrebe   | NLP    | Gera               | AW    | 2         |           |
| Christian Heinrich Lautenschläger | kons.  | Langenwolschendorf | AW    | 8         |           |
| Heinrich Eduard Mehlhorn          | NLP    | Gera               | HB    |           |           |
| Karl Friedrich Gottlieb Pfarre    |        | Debschwitz         | AW    | 4         |           |
| Heinrich Rohn                     |        | Triebes            | AW    | 6         |           |
| Karl Eduard Rottler               |        | Saalburg           | AW    | 9         |           |
| Karl Friedrich Anton Wartenburg   | DFP    | Gera               | AW    | 3         |           |
| Karl Gotthelf Zetsche             |        | Gera               | HB    |           |           |

Landtagskommissar war Staatsrat Emil von Beulwitz. Unter dem Alterspräsidenten Gustav Behr wählte der Landtag Julius Alberti als Landtagspräsidenten (ab dem 27. November 1871 war dies Eduard Mehlhorn). Als Vizepräsident wurde Hermann Ampach gewählt. Schriftführer war Heinrich Greuner. Stellvertretender Schriftführer war Karl Wartenburg.
Der Landtag trat vom 30. November 1871 bis zum 12. Mai 1874 in 41 öffentlichen Plenarsitzungen in zwei Sitzungsperioden zusammen. Der Landtagsabschied datiert vom 7. September 1874.
Für die Zeit zwischen den Sitzungsperioden wurde ein Landtagsausschuss gewählt. Dieser bestand aus:
| Landesteil                      | Mitglied          | Stellvertreter   | Von-Bis |
| ------------------------------- | ----------------- | ---------------- | ------- |
| Landesteil Gera                 | Theodor Landgrebe | Eduard Rottler   |         |
| Landesteil Schleiz              | Julius Alberti    | Karl Zetsche     |         |
| Landesteil Lobenstein-Ebersdorf | Bernhard Jäger    | Heinrich Greuner |         |